# Vassitjåkka
Vassitjåkka, nordsamiska Vássečohkka, är ett fjäll nära järnvägsstationen Vassijaure vid Malmbanan. Nordväst-, mellan- och östtopparna är 1361, 1491 respektive 1590 meter höga. Under 1950-talet planerades det att störtlopps-SM skulle gå på Vassitjåkka och en startkur byggdes, men tävlingen ägde aldrig rum där.